# 四川天名精
四川天名精（学名：Carpesium szechuanense）为菊科天名精属的植物，是中国的特有植物。分布在中国大陆的四川等地，生长于海拔1,400米至2,500米的地区，见于山坡林缘和草丛中，目前尚未由人工引种栽培。